# Working Class Hero
«Working Class Hero» es una canción del músico británico John Lennon, perteneciente a su primer álbum de estudio, John Lennon/Plastic Ono Band.

## Tema
La canción es una toma de la división de clases de los años 1940, 1950 y de la década de 1960 en el que se hizo famoso. La canción aparece para contar la historia de alguien que crece en la clase obrera del capitalismo. De acuerdo con Lennon en una entrevista concedida a Jann S. Wenner de la revista Rolling Stone en diciembre de 1970, es sobre "los individuos de clase obrera siendo procesados en las clases medias, en la máquina".
El estribillo de la canción es "un Héroe de la clase trabajadora es algo para ser". El verso final de la canción es "Si quieres ser un héroe sígueme".

## Música
La canción cuenta solo con Lennon y una guitarra acústica tocando acordes básicos como su apoyo. La progresión de acordes es muy simple, y se basa en la menor y Sol mayor, con un pequeño desvío a la Re mayor en una de las líneas en el coro.
El tono y el estilo de la canción es similar a la de Masters of War por Bob Dylan, una influencia conocida de Lennon.
Una vez grabada la canción, John Lennon quiso añadir una estrofa, sin embargo no quería volver a grabar la canción entera. A pesar de los esfuerzos por parte del productor en tratar de conseguir el mismo sonido, se puede apreciar notablemente la diferencia entre el 1:23 y el 1:44.
Lennon afirmó que le daba exactamente igual como sonara, pero que era imprescindible que entrase la letra de esa estrofa.

## Controversia
En 1973, el representante de EE. UU. Harley Orrin, escuchando la canción en la Radio WGTB de Washington, y poniendo su atención en la frase "But you're still fucking peasants as far as I can see" (Pero, hasta donde puedo ver, no eres más que un jodido ignorante) presentó una queja ante la Comisión Federal de Comunicaciones.
El gerente de la estación, Ken Sleeman, se enfrentó a un año de prisión y una multa de $10 000, pero defendió su decisión de pasar la canción diciendo: El pueblo de Washington es lo suficientemente sofisticado como para aceptar el ocasional "Fuck" en su contexto, y no ser sexualmente excitado, ofendido o molesto.". Los cargos fueron retirados. Igualmente muchas de las estaciones de Estados Unidos prohibieron la canción y en Australia el disco fue lanzado con el expletivo eliminado de la canción y la letra censurada en el manga interna del disco. Esta canción de Lennon fue un verdadero éxito.

## Versiones de otros artistas
- Marianne Faithfull su álbum Broken English de 1979.
- Marilyn Waring Sencillo en 1980.[8]
- Jerry Williams en su álbum Working Class Hero. 1984
- Richie Havens en su álbum Richie Havens Sings Beatles and Dylan. 1987
- Mike Peters con The Alarm. 1989
- Tin Machine 1989
- Cyndi Lauper en vivo. Lennon: A Tribute in 1992.
- Screaming Trees canta en Working Class Hero: A Tribute to John Lennon' 1995'.
- Roger Taylor en su álbum Electric Fire 1998.
- Marilyn Manson Lado B del sencillo "Disposable Teens" 2000.
- Noir Désir en su álbum ''Liberté de Circulation' 2000.
- Pain of Salvation en vivo con Dream Theater's Mike Portnoy.
- Hilton Valentine en su álbum con It's Folk'n' Skiffle, Mate! 2001.
- Elbow para Q magazine. 2005.
- Ozzy Osbourne para su colección Under Cover 2005.
- The Academy Is... en From the Carpet 2006.
- Tina Dickow covered the song for Amnesty International's 2007 'Make Some Noise' campaign in Denmark.
- Green Day para Instant Karma: The Amnesty International Campaign to Save Darfur en 2007. #53 en los Billboard Hot 100, #6 en los Canadian Hot 100, #8 en Noruega and #11 en Suecia.
- Antimatter en su álbum Live@An Club' 2008'.
- Manic Street Preachers en su álbum Send Away the Tigers' 2008'.
- Racoon en su álbum Before You Leave 2008.
- Richard Ashcroft en directo en Stowe 25-08-08 (sola una parte de la canción)